# Manton S. Eddy
El tinent general Manton Sprague Eddy (16 de maig de 1892 - 10 d'abril de 1962) va ser un oficial superior de l'exèrcit dels Estats Units que va servir tant a la Primera com a la Segona Guerra Mundial. Durant aquest darrer conflicte va servir amb distinció, comandant la 9a Divisió d'Infanteria i més tard el XII Cos a la campanya a Europa Occidental, jugant un paper important a la batalla de les Ardenes a finals de desembre de 1944.

## Biografia

### Primers anys i carrera militar
Eddy es va graduar a l'escola militar de Shattuck a Faribault, Minnesota, el 1913. Es va allistar a la branca d'infanteria de l'exèrcit dels Estats Units el 1916 i va rebre el despatx com a segon tinent d'infanteria a principis de 1918, pocs mesos després de l'entrada dels Estats Units a la Primera Guerra Mundial l'abril anterior. Amb el rang de capità, va ser comandant de companyia a l'11è Batalló de metralladores, part de la 4a Divisió de la Força Expedicionària Americana (AEF). Va ser enviat al front occidental amb la seva divisió el maig de 1918 però va ser ferit a l'agost, quan la marea de la guerra s'havia girat contra els alemanys. Poc després es va recuperar i va comandar un batalló de metralladores fins al final de la guerra l'11 de novembre de 1918.

### Entreguerres
Ascendit al rang de major en temps de guerra, Eddy va servir a l'Alemanya ocupada pels aliats fins al 1919 quan va tornar als Estats Units. Relegat al rang de capità de l'Exèrcit Regular el 1920, Eddy es va casar amb Mamie Peabody Buttolph el 1921. Durant el període d'entreguerres, va ser membre de la Junta d'Infanteria i va ser estudiant, després instructor, tant a l'Escola d'Infanteria com a l'Escola d'Estat Major i Comandament. També va ser professor de ciència militar a l'Acadèmia Militar de Riverdale.
El 1940, Eddy era un oficial d'intel·ligència del III Cos. El 1941 Eddy va assumir el comandament del 114è Regiment d'Infanteria, part de la  44a Divisió d'Infanteria, una formació de la Guàrdia Nacional.

### Segona Guerra Mundial

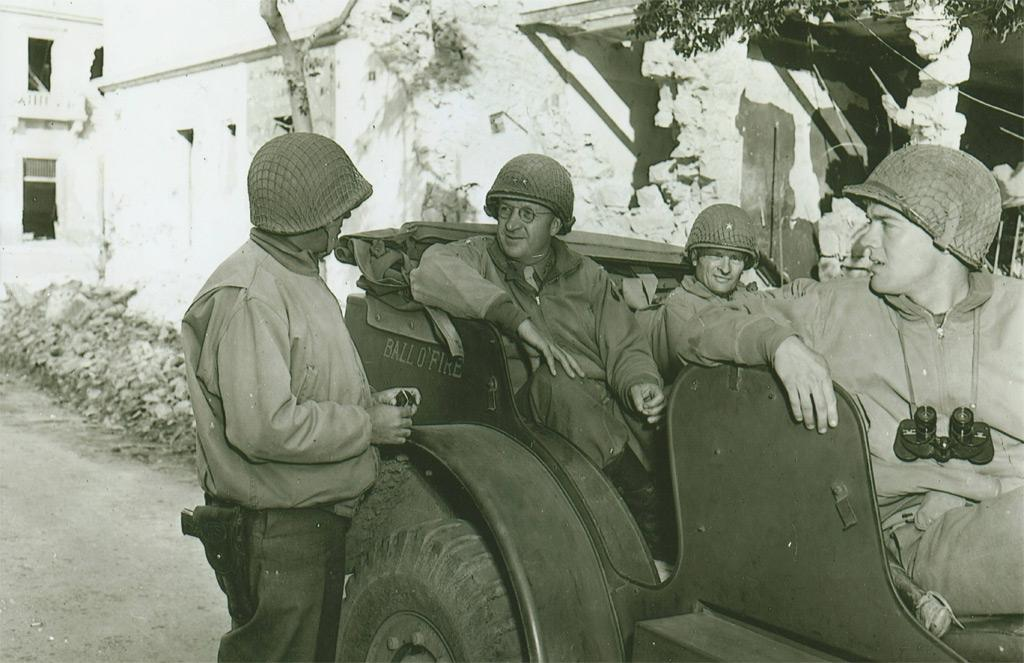
El major general Manton S. Eddy (esquerra), comandant de la 9a Divisió d'Infanteria, i el seu assistent del comandant de la divisió (ADC), el general de brigada Donald A. Stroh, en un cotxe de reconeixement Dodge Command, a Bizerta, Tunísia el 9 de maig de 1943.

El març de 1942, tres mesos després de l'atac japonès a Pearl Harbor i la posterior entrada estatunidenca a la Segona Guerra Mundial, Eddy va ser ascendit al grau d'oficial general d'una estrella de general de brigada el 24 de març de 1942 i es va convertir en l'assistent del comandant de la divisió (ADC) de la 9a Divisió d'Infanteria. El 8 d'agost, va ser ascendit al rang de dues estrelles de major general i va succeir al major general Rene Edward De Russy Hoyle com a general comandant de la 9a Divisió d'Infanteria, una formació de l'Exèrcit Regular.

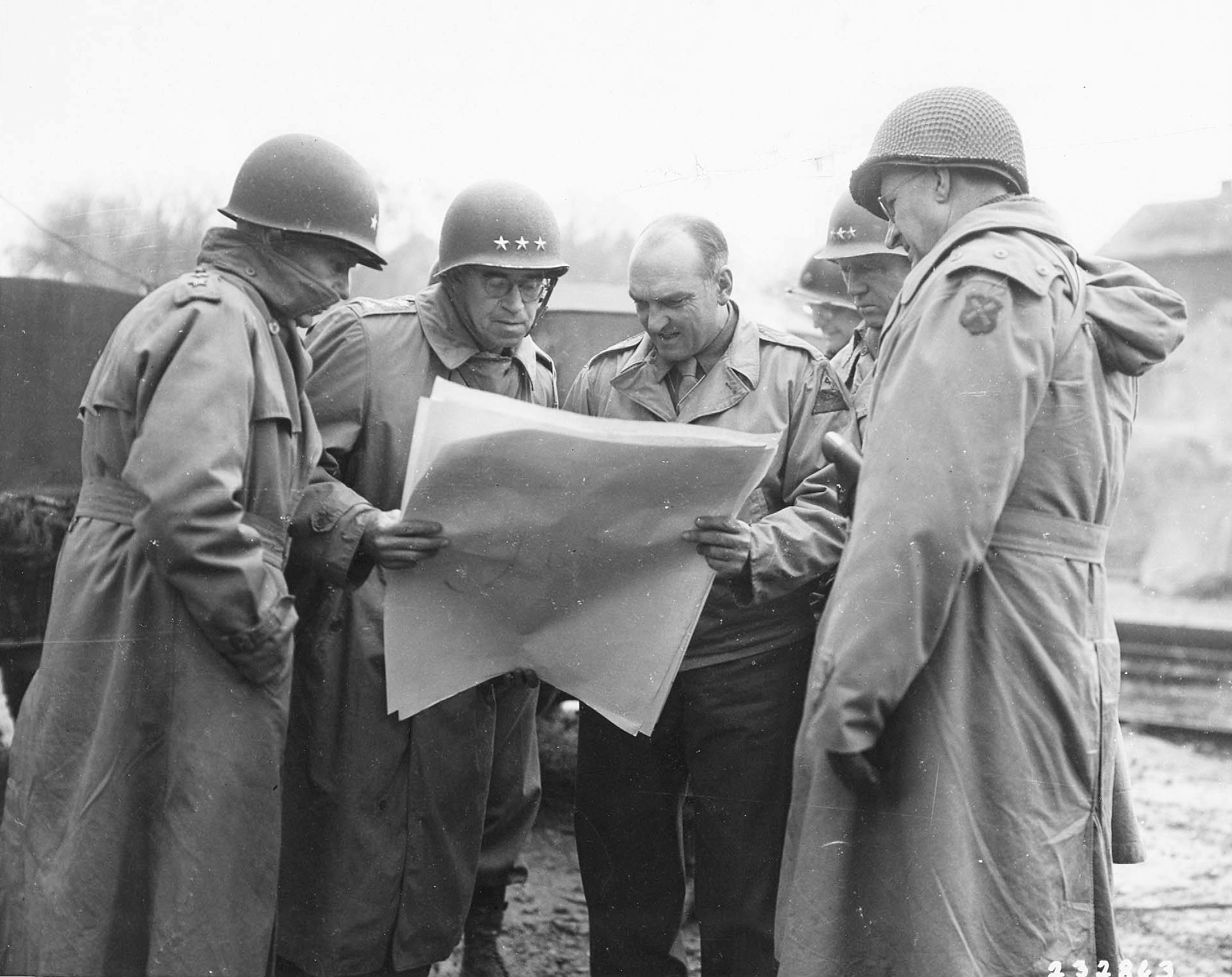
El tinent general Omar Bradley, el tinent general George S. Patton i el major general Manton S. Eddy miren un mapa en mans del major general John S. Wood durant una gira prop de Metz, França, el 13 de novembre de 1944.

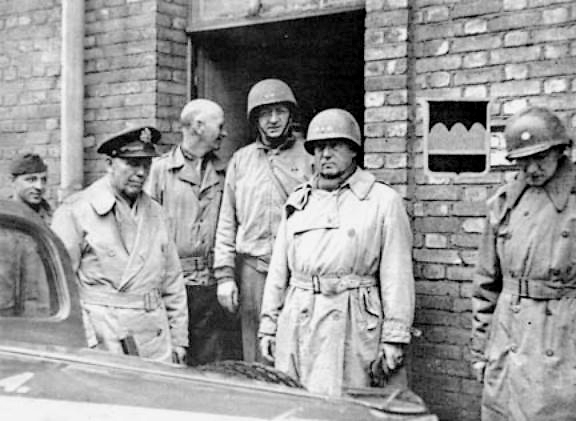
Es mostren d'esquerra a dreta: un conductor no identificat, el general George C. Marshall, el major general Horace L. McBride, el major general Manton S. Eddy, el tinent general George S. Patton i un ajudant no identificat.

Després d'entrenar als Estats Units durant diversos mesos, Eddy va dirigir la divisió a l'estranger, desembarcant al nord d'Àfrica francès el 8 de novembre de 1942 com a part de l'operació Torxa. La 9a Divisió va lluitar a la campanya aliada posterior al nord d'Àfrica, i va tenir un paper important en la batalla del Pas de Kasserine el febrer de 1943. La campanya va acabar el maig de 1943, amb la rendició de gairebé 250.000 soldats de l'Eix. Més tard, Eddy va dirigir la 9a Divisió a l'Operació Husky, nom en clau per a la invasió aliada de Sicília, l'agost de 1943. Al novembre, la 9a Divisió va ser enviada a Anglaterra en preparació per a la invasió aliada del nord de França, prevista per a la primavera de 1944.
Eddy va dirigir la 9a Divisió en les primeres etapes de l'Operació Overlord, nom en clau de la Batalla de Normandia, desembarcant a Utah Beach quatre dies després del desembarcament del dia D del 6 de juny de 1944. Pel seu paper en la captura del port francès de Cherbourg, Eddy va rebre la Creu del Servei Distingit. A l'agost, esdevingué comandant general del XII Cos, que sovint era la punta de llança del Tercer Exèrcit dels Estats Units del tinent general George S. Patton. Eddy va dirigir el XII Cos en l'avanç aliat de París al Rin i en els combats posteriors al front occidental. Durant la batalla de les Ardenes, el XII Cos d'Eddy va mantenir amb èxit el costat sud del sortint alemany. L'abril de 1945, després de participar en la invasió dels aliats occidentals d'Alemanya, poc abans del final de la Segona Guerra Mundial a Europa, Eddy va tornar als Estats Units a causa d'una greu malaltia (hipertensió extrema, de la qual finalment es va recuperar) i va ser substituït. al comandament del XII Cos pel general Stafford LeRoy Irwin.

### Postguerra

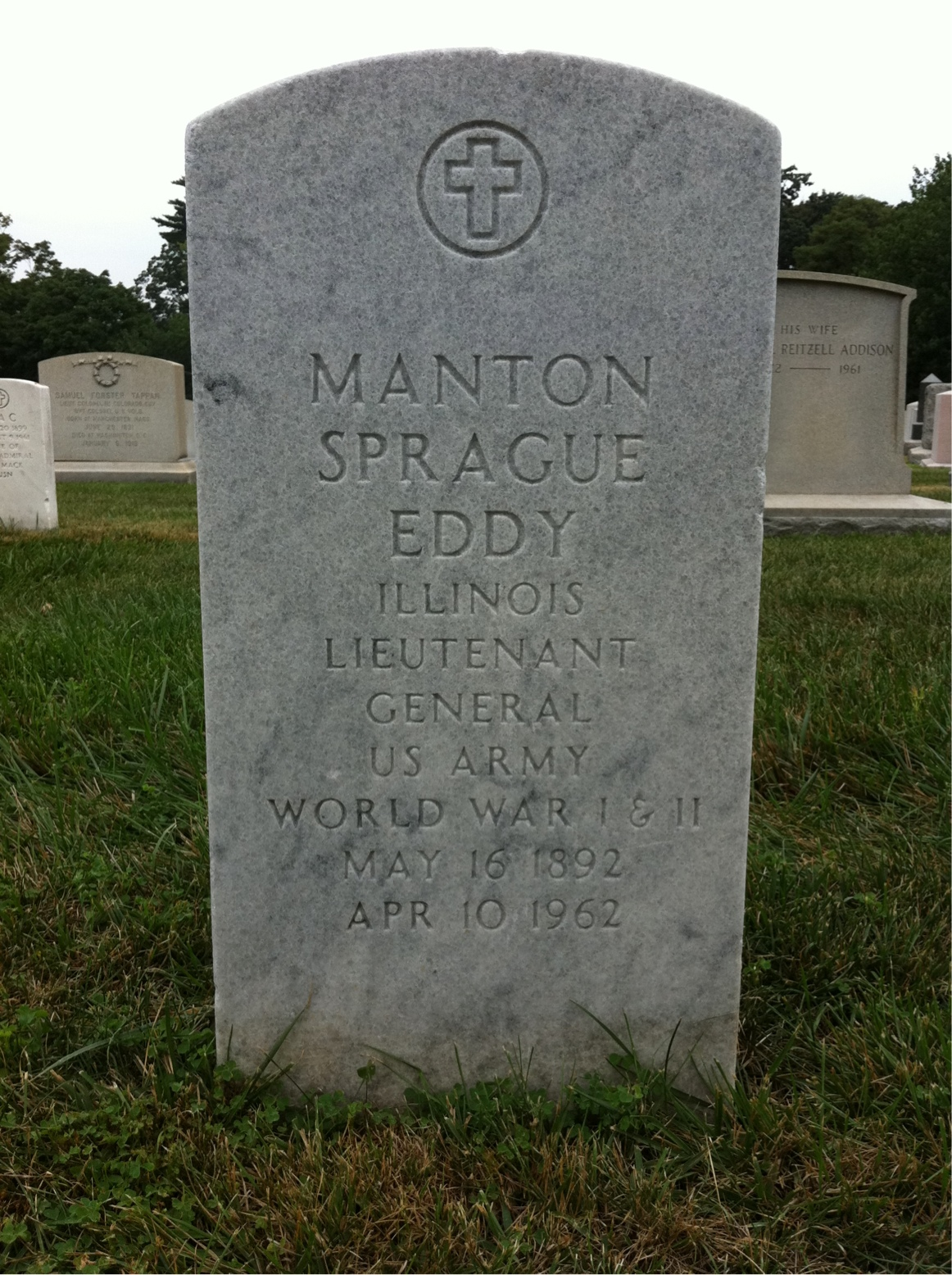
La tomba del tinent general Manton S. Eddy al cementiri nacional d'Arlington.

En el període de postguerra, Eddy va servir de nou a Fort Leavenworth, Kansas, aquesta vegada com a comandant del Col·legi de comandament i estat major de l'exèrcit dels Estats Units, des de gener de 1948 fins a juliol de 1950. Va ser president d'una junta de revisió que va fer un examen exhaustiu de l'educació oficial i va establir la branca progressiva, el personal i els nivells de servei superior de l'escola d'oficials. Com a comandant del Setè Exèrcit dels Estats Units, va presidir la seva transformació d'un exèrcit d'ocupació a un de dissuasió. Eddy es va retirar de l'exèrcit amb el grau de tinent general.
Eddy va morir a Columbus, Geòrgia, el 10 d'abril de 1962, als 69 anys, unes setmanes abans del seu 70è aniversari. Eddy està enterrat al cementiri nacional d'Arlington, Virgínia.

## Dates de promoció
- Tinent de 2a – 1918
- Capità – 1920
- Tinent Coronel – 1 d'agost de 1938
- Coronel – 14 d'octubre de 1941
- Brigadier – 24 de març de 1942
- Major General – 9 d'agost de 1942
- Tinent General – 20 de gener de 1948[6]

## Condecoracions
Creu de Servei Distingit
 Medalla del Servei Distingit a l'Exèrcit amb fulla de roure
 Estrella de Plata
 Legió del Mèrit (2)
 Estrella de Bronze (2)
 Medalla de l'Aire
 Cor Porpra
 Company Honorari de l'Orde del Bany (Regne Unit)
 Legió d'Honor (França)
 Creu de Guerra 1939-1945
 Orde de la Guerra Patriòtica (Unió Soviètica)
 Medalla al Valor (Unió Soviètica)
 Comanador de l'Orde de Leopold (Bèlgica)